# Estonie aux Jeux olympiques d'hiver de 2014
L'Estonie a participé aux Jeux olympiques d'hiver de 2014 à Sotchi en Russie du 7 au 23 février 2014. Il s'agit de sa neuvième participation à des Jeux d'hiver. Contrairement aux trois olympiades précédentes, l'Estonie ne remporta aucune médaille.

## Biathlon

### Épreuves individuelles
Hommes
| Athlète           | Epreuve    | Temps         | Pénalités | Rang |
| Indrek Tobreluts  | Sprint     | 26 min 46 s 5 | 3         | 53e  |
| Indrek Tobreluts  | Poursuite  | 38 min 0 s 5  | 3         | 45e  |
| Indrek Tobreluts  | Individuel | 53 min 2 s 5  | 2         | 29e  |
| Kauri Kõiv        | Sprint     | 26 min 47 s 1 | 3         | 54e  |
| Kauri Kõiv        | Poursuite  | 38 min 10 s 2 | 3         | 46e  |
| Kauri Kõiv        | Individuel | 58 min 17 s 3 | 7         | 78e  |
| Roland Lessing    | Sprint     | 27 min 6 s 3  | 3         | 66e  |
| Daniil Steptšenko | Sprint     | 26 min 40 s 5 | 2         | 50e  |
| Daniil Steptšenko | Poursuite  | 40 min 52 s   | 7         | 59e  |
| Daniil Steptšenko | Individuel | 56 min 14 s 4 | 3         | 62e  |
| Kalev Ermits      | Individuel | 57 min 4 s 5  | 2         | 70e  |

Femmes
| Athlète          | Epreuve    | Temps         | Pénalités | Rang |
| Kadri Lehtla     | Sprint     | 24 min 13 s 3 | 4         | 69e  |
| Kadri Lehtla     | Individuel | 49 min 44 s 8 | 2         | 44e  |
| Darja Jurlova    | Sprint     | 24 min 1 s 1  | 2         | 67e  |
| Darja Jurlova    | Individuel | 55 min 18 s 0 | 6         | 74e  |
| Grete Gaim       | Sprint     | 24 min 18 s 2 | 2         | 71e  |
| Grete Gaim       | Individuel | 51 min 28 s 5 | 2         | 58e  |
| Johanna Talihärm | Sprint     | 23 min 9 s 3  | 0         | 48e  |
| Johanna Talihärm | Poursuite  | 37 min 52 s 5 | 5         | 55e  |
| Johanna Talihärm | Individuel | 55 min 16 s 5 | 6         | 73e  |

### Relais
| Athlète                                                          | Epreuve       | Temps                                            | Pénalités            | Rang |
| Estonie Daniil Steptšenko Kalev Ermits Kauri Kõiv Roland Lessing | Relais hommes | LAP 18 min 5 s 5 20 min 8 s 4 19 min 31 s 2 LAP  | 3+12 0+1 1+3 1+5     | 17e  |
| Estonie Kadri Lehtla Grete Gaim Daria Jurlova Johanna Talihärm   | Relais femmes | LAP 18 min 3 s 8 19 min 14 s 8 19 min 58 s 1 LAP | 1+13 0+3 0+2 1+5 0+3 | 16e  |
| Estonie Kadri Lehtla Daria Jurlova Kauri Kõiv Daniil Steptšenko  | Relais mixte  | LAP 17 min 9 s 6 18 min 58 s 8 19 min 24 s 8 LAP | 6+17 0+4 1+4 0+3 5+6 | 16e  |

## Combiné nordique
| Athlète             | Epreuve         | Saut à ski | Saut à ski | Saut à ski | Ski de fond      | Ski de fond     | Temps final   | Retard       | Rang |
| Athlète             | Epreuve         | Distance   | Points     | Rang       | Retard au départ | Temps de course | Temps final   | Retard       | Rang |
| ------------------- | --------------- | ---------- | ---------- | ---------- | ---------------- | --------------- | ------------- | ------------ | ---- |
| Kristjan Ilves      | Tremplin normal | 97,5 m     | 117,3      | 17e        | 57 s             | 26 min 26 s 8   | 27 min 23 s 8 | 3 min 33 s 6 | 41e  |
| Kristjan Ilves      | Grand tremplin  | 125 m      | 117,2      | 8e         | 47 s             | 25 min 24 s 5   | 26 min 11 s 5 | 2 min 44 s   | 34e  |
| Han Hendrik Piho    | Tremplin normal | 90,5 m     | 102,8      | 43e        | 1 min 55 s       | 25 min 47 s 4   | 27 min 42 s 4 | 3 min 52 s 2 | 43e  |
| Han Hendrik Piho    | Grand tremplin  | 118 m      | 95,3       | 37e        | 2 min 15 s       | 24 min 0 s      | 26 min 15 s   | 2 min 47 s 5 | 36e  |
| Karl-August Tiirmaa | Tremplin normal | 89,5 m     | 99,9       | 45e        | 2 min 6 s        | 26 min 23 s 2   | 29 min 29 s 2 | 4 min 39 s 0 | 44e  |
| Karl-August Tiirmaa | Grand tremplin  | 123 m      | 104,3      | 21e        | 1 min 39 s       | 26 min 6 s 4    | 27 min 45 s 4 | 4 min 17 s 9 | 44e  |

## Patinage artistique
| Athlète           | Epreuve | PC     | PC   | PL     | PL   | Total  | Total |
| Athlète           | Epreuve | Points | Rang | Points | Rang | Points | Rang  |
| ----------------- | ------- | ------ | ---- | ------ | ---- | ------ | ----- |
| Viktor Romanenkov | Hommes  | 61,55  | 23e  | 78,44  | 24e  | 139,99 | 24e   |
| Jelena Glebova    | Femmes  | 46,19  | 29e  | -      | -    | -      | -     |

## Saut à ski
| Athlète               | Epreuve         | Qualification | Qualification | Qualification | Premier tour | Premier tour | Premier tour | Finale   | Finale | Finale |
| Athlète               | Epreuve         | Distance      | Points        | Rang          | Distance     | Points       | Rang         | Distance | Points | Rang   |
| --------------------- | --------------- | ------------- | ------------- | ------------- | ------------ | ------------ | ------------ | -------- | ------ | ------ |
| Kaarel Nurmsalu       | Tremplin normal | 92 m          | 106,6         | 32e           | 95 m         | 113,3        | 37e          | -        | -      | -      |
| Kaarel Nurmsalu       | Grand tremplin  | 125 m         | 103,6         | 24e           | 124,5 m      | 105,9        | 41e          | -        | -      | -      |
| Siim-Tanel Sammelselg | Tremplin normal | 73 m          | 66,2          | 51e           | -            | -            | -            | -        | -      | -      |
| Siim-Tanel Sammelselg | Grand tremplin  | 107,5         | 69            | 49e           | -            | -            | -            | -        | -      | -      |

## Ski Alpin
| Athlète               | Epreuve             | Manche 1      | Manche 1 | Manche 2      | Manche 2 | Total         | Total |
| Athlète               | Epreuve             | Temps         | Rang     | Temps         | Rang     | Temps         | Rang  |
| --------------------- | ------------------- | ------------- | -------- | ------------- | -------- | ------------- | ----- |
| Warren Cummings Smith | Slalom géant hommes | 1 min 28 s 25 | 48e      | 1 min 29 s 17 | 45e      | 2 min 57 s 42 | 45e   |
| Warren Cummings Smith | Slalom hommes       | 55 s 08       | 54e      | 1 min 2 s 20  | 27e      | 1 min 57 s 28 | 26e   |
| Triin Tobi            | Slalom géant femmes | 1 min 34 s 65 | 68e      | 1 min 34 s 52 | 61e      | 3 min 9 s 17  | 61e   |
| Triin Tobi            | Slalom femmes       | 1 min 11 s 43 | 57e      | 1 min 9 s 02  | 47e      | 2 min 20 s 45 | 46e   |

## Ski de fond

### Hommes
| Athlète                                             | Epreuve            | Qualification | Qualification | Quarts de finale | Quarts de finale | Demi-finales   | Demi-finales | Finale            | Finale |
| Athlète                                             | Epreuve            | Temps         | Rang          | Temps            | Rang             | Temps          | Rang         | Temps             | Rang   |
| --------------------------------------------------- | ------------------ | ------------- | ------------- | ---------------- | ---------------- | -------------- | ------------ | ----------------- | ------ |
| Aivar Rehemaa                                       | Skiathlon          |               |               |                  |                  |                |              | 1 h 13 min 47 s 2 | 51e    |
| Aivar Rehemaa                                       | 15 km              |               |               |                  |                  |                |              | 41 min 49 s 8     | 40e    |
| Aivar Rehemaa                                       | 50 km              |               |               |                  |                  |                |              | 1 h 52 min 22 s 1 | 44e    |
| Karel Tammjärv                                      | 15 km              |               |               |                  |                  |                |              | 42 min 27 s 7     | 45e    |
| Karel Tammjärv                                      | 50 km              |               |               |                  |                  |                |              | 1 h 53 min 23 s   | 49e    |
| Algo Kärp                                           | 15 km              |               |               |                  |                  |                |              | 42 min 16 s 5     | 42e    |
| Raido Ränkel                                        | 15 km              |               |               |                  |                  |                |              | 43 min 38 s 9     | 61e    |
| Raido Ränkel                                        | Sprint             | 3 min 43 s 82 | 51e           | -                | -                | -              | -            | -                 | -      |
| Siim Sellis                                         | Sprint             | 3 min 48 s 06 | 59e           | -                | -                | -              | -            | -                 | -      |
| Peeter Kümmel                                       | Sprint             | 3 min 44 s 02 | 52e           | -                | -                | -              | -            | -                 | -      |
| Karel Tammjärv Algo Kärp Aivar Rehemaa Raido Ränkel | Relais             |               |               |                  |                  |                |              | 1 h 32 min 52 s 6 | 10e    |
| Peeter Kümmel Raido Ränkel                          | Sprint par équipes |               |               |                  |                  | 24 min 26 s 49 | 7e           | -                 | -      |

### Femmes
| Athlète      | Epreuve | Qualification | Qualification | Quarts de finale | Quarts de finale | Demi-finales | Demi-finales | Finale        | Finale |
| Athlète      | Epreuve | Temps         | Rang          | Temps            | Rang             | Temps        | Rang         | Temps         | Rang   |
| ------------ | ------- | ------------- | ------------- | ---------------- | ---------------- | ------------ | ------------ | ------------- | ------ |
| Triin Ojaste | Sprint  | 2 min 47 s 07 | 48e           | -                | -                | -            | -            | -             | -      |
| Triin Ojaste | 10 km   |               |               |                  |                  |              |              | 31 min 54 s 3 | 45e    |